# Université en Corée du Nord
La Corée du Nord a plusieurs universités.

## Liste des universités
- Université d'éducation de Hamhŭng
- Université de télécommunication de Huichon
- Université de technologie Kim Chaek
- Université Kim Il-sung
- Université Songgyungwan de Koryo
- Université de Pyongyang des études étrangères
- Université de science et de technologie de Pyongyang
- Université d'architecture de Pyongyang
- Université de Rajin de transport maritime
- Université des arts cinématographiques et dramatiques (comprenant 5 facultés : théâtre, cinéma, télévision, formation des acteurs, techniques cinématographiques, nombre total d’étudiants en 2010 = 720)